# Birstall (Yorkshire del Oeste)

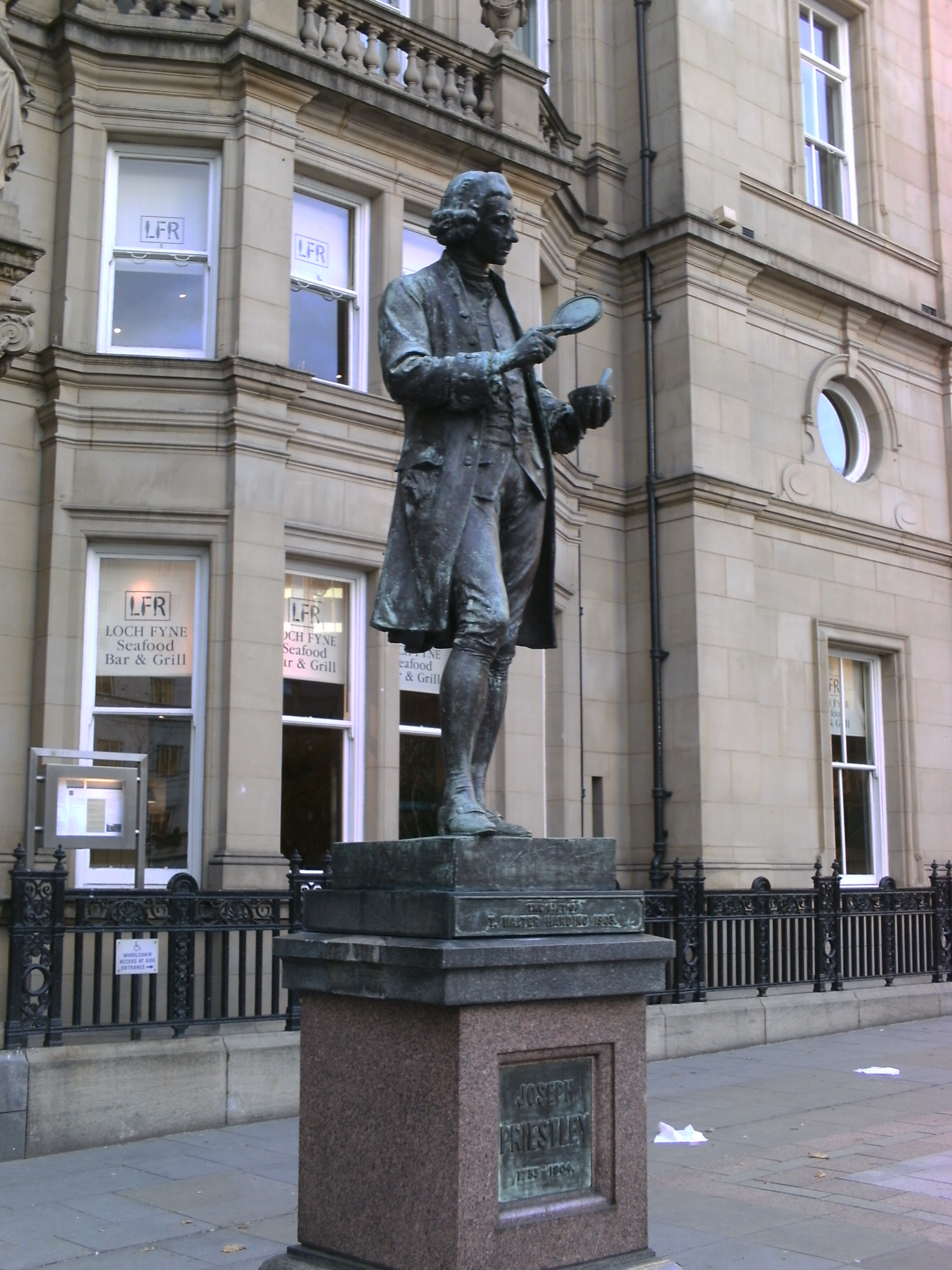
Estatua de Joseph Priestley en Birstall

Birstall es una localidad de Inglaterra (Reino Unido). Se encuentra en el condado de Yorkshire del Oeste, en la región de Yorkshire y Humber. En la localidad nació uno de los descubridores del ciclo del carbono Joseph Priestley (1733 - 1804).
- Datos: Q865872
- Multimedia: Birstall, West Yorkshire / Q865872